# Scărișoara (Alba)
Scărișoara (anciennement : Aradia en hongrois : Aranyosfő, en allemand : Skerischora) est une commune du județ d'Alba, Roumanie qui compte 1 661 habitants.
La commune est composée de 14 villages : Bârlești, Botești, Fața-Lăzești, Florești, Lăzești, Lespezea, Maței, Negești, Prelucă, Runc, Scărișoara, Sfoartea, Știuleți et Trâncești.

## Démographie
D'après le recensement de 2011, la commune compte 1 661 habitants, en forte baisse par rapport au recensement de 2002 où elle en comptait 1 850.
Lors de ce recensement de 2011, 82 % de la population se déclare roumaine, 15,29 % de la population se déclare rom (2,71 % ne déclare pas d'appartenance ethnique).

## Politique
| Période                                  | Période  | Identité               | Étiquette | Qualité |
| ---------------------------------------- | -------- | ---------------------- | --------- | ------- |
| Les données manquantes sont à compléter. |          |                        |           |         |
| 2000                                     | En cours | Cristian Vasile Costea | PNL       |         |

| Parti | Parti                                                 | Sièges |
| ----- | ----------------------------------------------------- | ------ |
|       | Parti national libéral (PNL)                          | 5      |
|       | Parti social-démocrate (PSD)                          | 3      |
|       | Alliance des libéraux et démocrates (ALDE)            | 1      |
|       | Union nationale pour le progrès de la Roumanie (UNPR) | 1      |
|       | Parti Mouvement populaire (PMP)                       | 1      |